# کال ماین
کال ماین (انگلیسی: Cal-Maine) شرکت صنایع غذایی آمریکایی است، که در سال ۱۹۶۹ تأسیس شد.